# Вельяминова (Брянская область)
Вельями́нова (Вельяминово) — село в Карачевском районе Брянской области, административный центр Вельяминовского сельского поселения. 
Расположено в 55 км к юго-востоку от Брянска и 11 км от города Карачева, по обеим берегам реки Снежеть. В 7 км южнее автодороги Р120. Население — 1855 чел. (2013).
Имеется отделение почтовой связи, сельская библиотека, дом культуры.

## История
Упоминается с XVII века в составе Подгородного стана Карачевского уезда; до XVIII века называлось Архангельское, Дурневка, до середины XIX в. — Рождествено, Богородице-Рождественское. Приход села известен с первой половины XVIII века; в 1837 был построен каменный храм Рождества Богородицы (не сохранился).
Во второй половине XVIII века — владение М. В. Зиновьева, устроившего здесь суконную фабрику на 7 станов; позднее принадлежало Неплюевым, Толстым, Бурцовым, Дириной и другим помещикам. С XIX века — одно из крупнейших селений Карачевского уезда (с 1861 до 1924 — в составе Дроновской волости, с 1924 — административный центр Вельяминовской волости). В 1902 году была открыта церковно-приходская школа.
С 1929 в Карачевском районе, центр Вельяминовского сельсовета (с 2005 — сельского поселения).
В 1970 году близ села была построена птицефабрика, при которой был устроен жилой посёлок, именуемый «Вельяминовская птицефабрика» или «Птицефабрика Вельяминово» (первоначально — самостоятельный населённый пункт; с 1999 включён в состав села).

## Население
| Годы      | 1866 | 1878 | 1887 | 1897 | 1926 | 1979 | 1989 | 2002 | 2010 |
| --------- | ---- | ---- | ---- | ---- | ---- | ---- | ---- | ---- | ---- |
| Население | 934  | 969  | 1296 | 1225 | 1482 | 1219 | 1590 | 1844 | 1749 |